# Geografia de Rússia

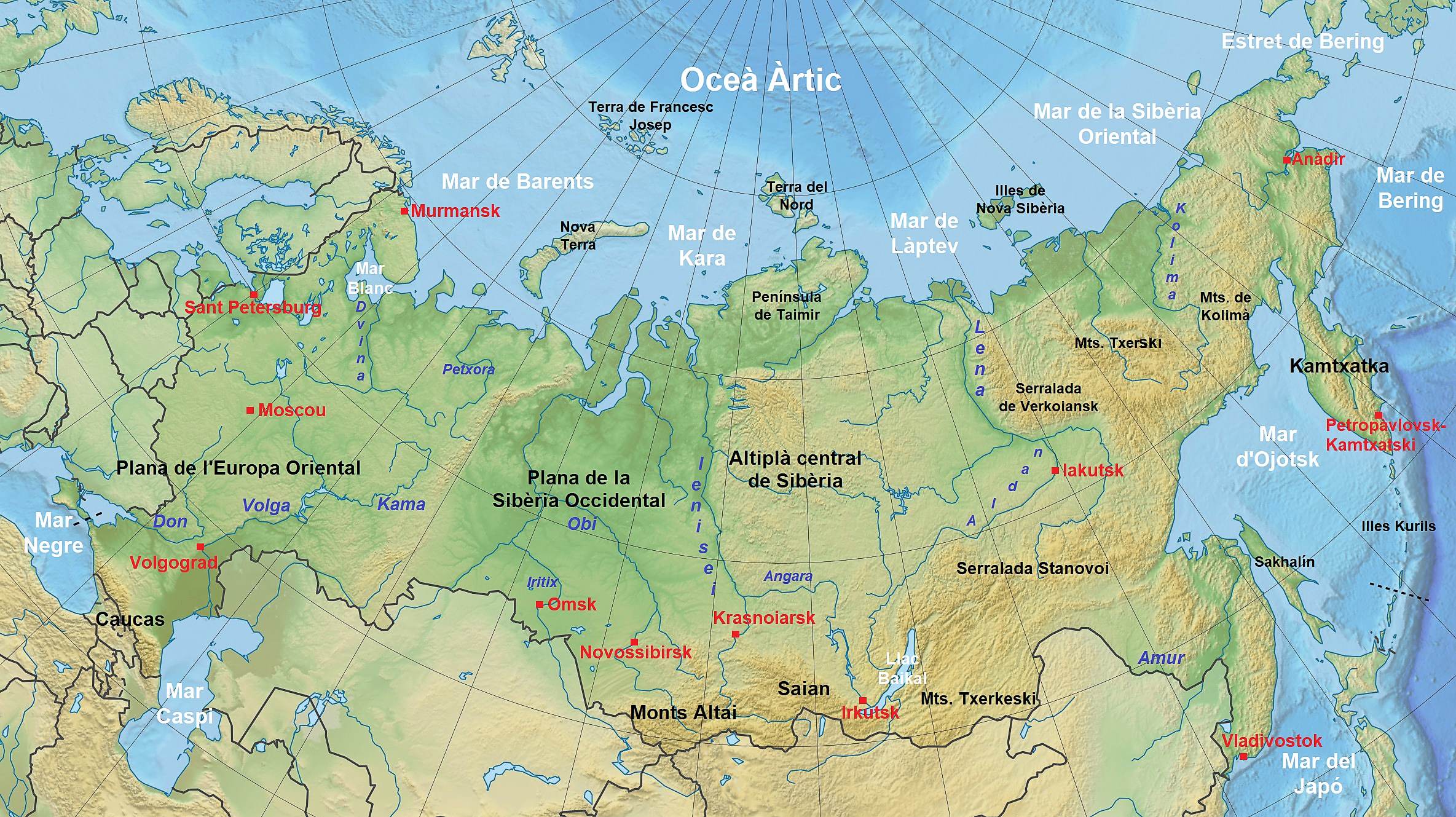
Rússia

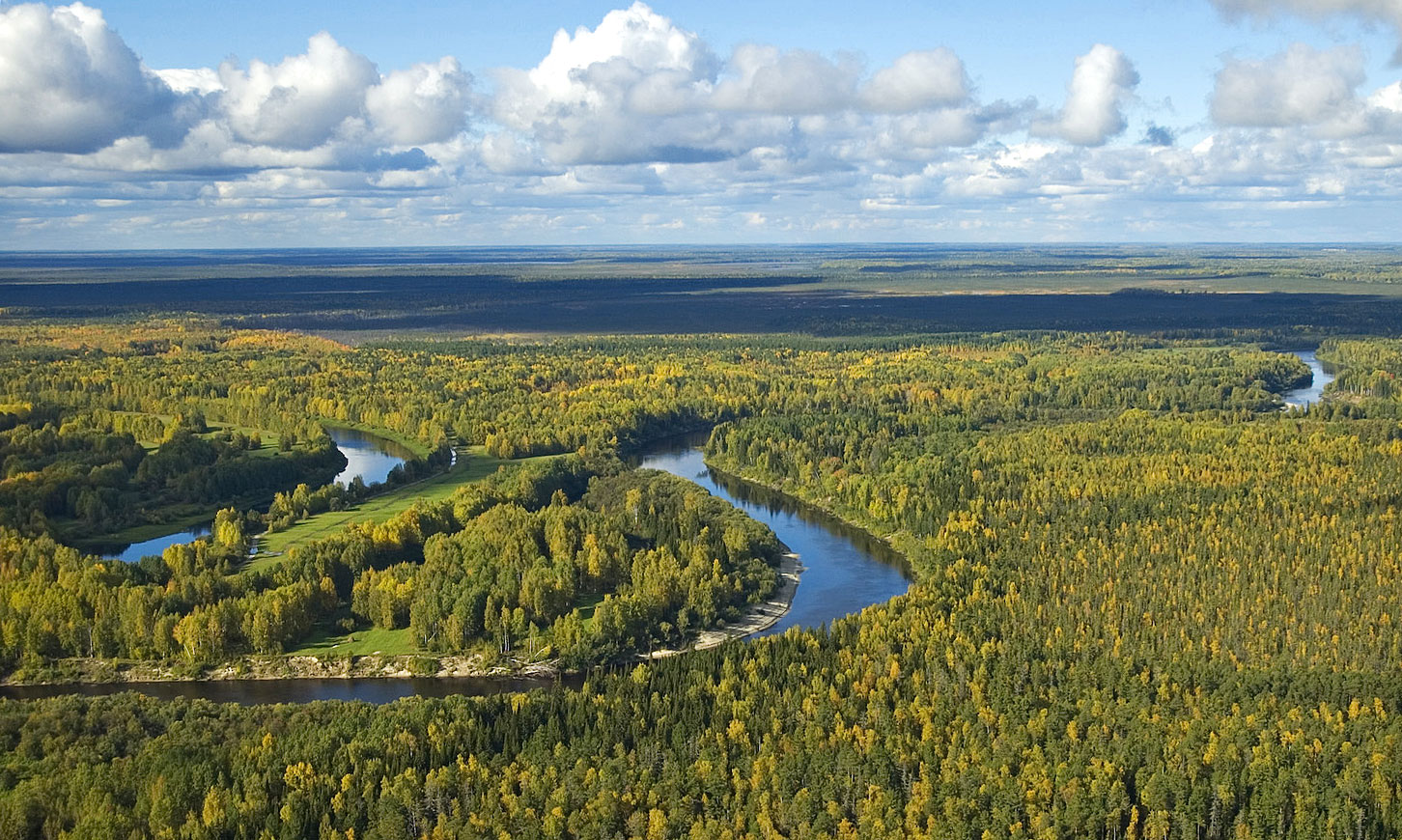
Planes de Sibèria Occidental, el riu Vasyugan

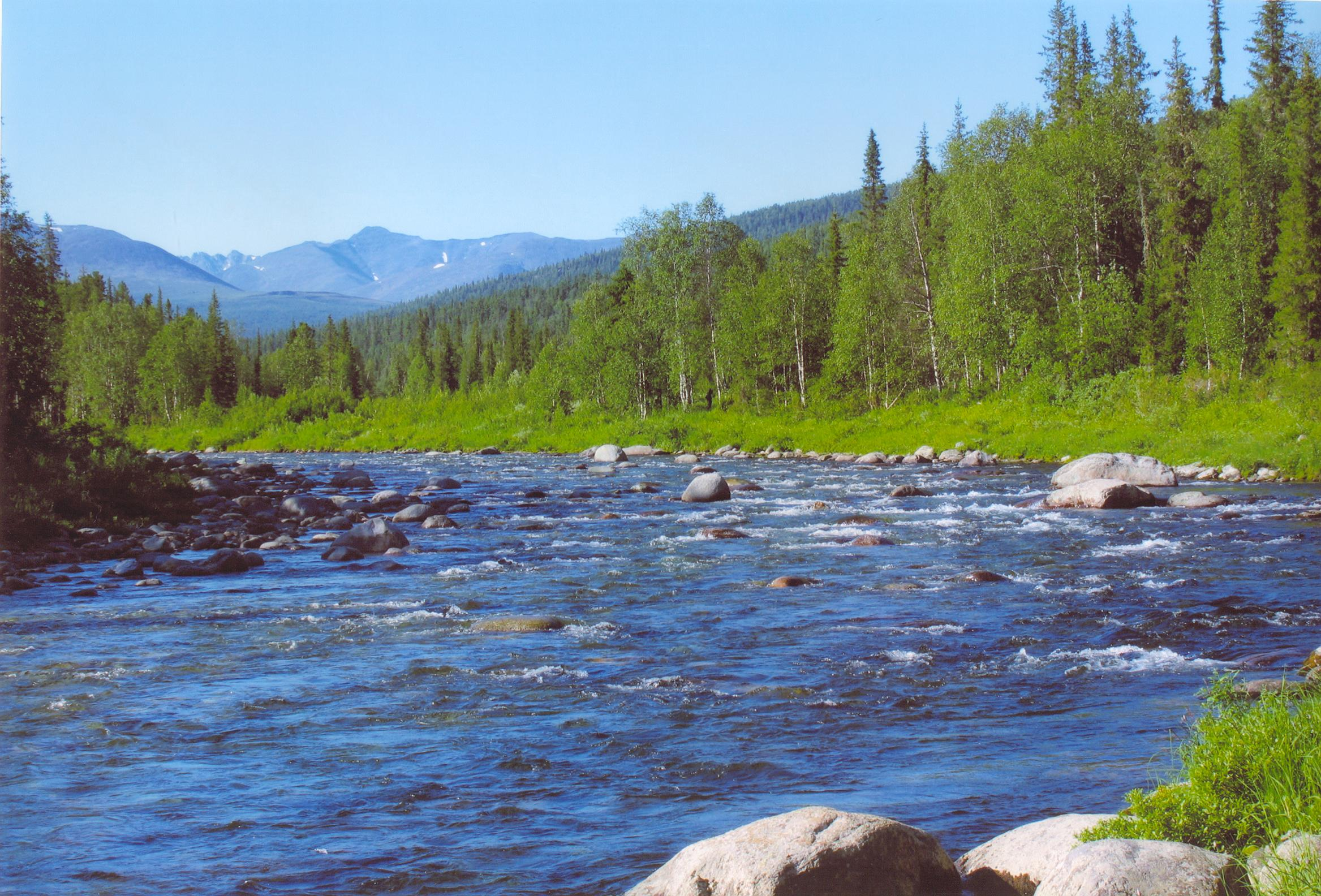
Riu a prop de Saranpaul

Rússia és el país més gran del món i s'estén per gairebé tot el nord del supercontinent d'Euràsia: ocupa el nord d'Àsia (1/3 del total continental) i l'est d'Europa, respectivament el 74,7% i el 25,3% del seu territori. Està separada del continent americà per l'estret de Bering.
A causa de la seva grandària, Rússia mostra tant monotonia com diversitat, i igual que la seva geografia, el seu clima, vegetació i sòls abasten grans distàncies. De nord a sud de la plana d'Europa oriental, es dona una seqüència de tundra, boscos temperats de coníferes (taigà), boscos mixts caducifolis, prades (estepa) i semidesert (la franja de la mar Càspia), amb canvis en la vegetació que reflecteixen els grans canvis en el clima. Sibèria té una seqüència similar, encara que sense taigà. El país té 40 Reserves de la Biosfera declarades per la UNESCO i vuit àrees naturals han estat declarades també Patrimoni de la Humanitat.
Rússia està situada a cavall de l'Europa oriental i l'Àsia septentrional (precisament la divisòria entre els dos continents, la serralada dels Urals, es troba en territori rus), i a l'extrem oriental està separada de l'estat nord-americà d'Alaska per l'estret de Bering.
Limita al nord amb l'oceà Àrtic a través de la mar de Barentsz, la mar de Kara, la mar de Làptev, la mar de la Sibèria Oriental i la mar dels Txuktxis. Allí es troben els arxipèlags de Nova Terra, Terra de Francesc Josep, Terra del Nord i Nova Sibèria i l'illa de Wrangel.
A l'est, limita amb l'estret de Bering que la separa d'Amèrica i amb l'oceà Pacífic a través de l'estret de Bering, la mar d'Okhotsk i la mar del Japó. Aquí es troben l'illa de Sakhalín i les Kurils; i al sud d'aquestes hi ha l'illa japonesa de Hokkaido.
Al sud, té límits terrestres amb Corea del Nord, la Xina, Mongòlia i el Kazakhstan. Al sud-oest limita amb la mar Càspia i les muntanyes del Caucas, que separen Rússia de l'Azerbaidjan i Geòrgia.
A l'oest, els seus límits són la mar Negra i la mar d'Azov, Ucraïna, Belarús, Letònia, Estònia, la mar Bàltica a través del golf de Finlàndia, Finlàndia i Noruega. Separat de Rússia es troba l'óblast de Kaliningrad, que limita al nord i a l'est amb Lituània, al sud amb Polònia i a l'oest amb el Bàltic.
Rússia s'estén a través de la major part del nord d'Euràsia i, per tant, hi existeixen una gran varietat de paisatges i climes. La major part del paisatge consisteix en planes enormes, tant a la part europea com a l'asiàtica, que són àmpliament conegudes com, per exemple, Sibèria. Aquestes planes són predominantment estepa al sud i arbrat dens al nord, amb la tundra al llarg de la costa del nord. Es troben cadenes muntanyenques al llarg de les fronteres del sud, com el Caucas (que conté l'Elbrús, el punt més alt de Rússia amb 5.633 m) i l'Altai. A l'est hi ha la serralada Verkhoiansk i els volcans de la península de Kamtxatka. A la part central hi ha els Urals, que són la divisió principal entre Europa i Àsia.
Rússia té una extensa línia de costa de més de 37.000 quilòmetres al llarg dels oceans Àrtic i Pacífic, així com mars interiors com la mar Bàltica, la Negra i la Càspia. Els mars més petits són part dels oceans; la mar de Barentsz, la Blanca, la de Kara, la de Làptev, la de la Sibèria Oriental i la dels Txuktxis són part de l'oceà Àrtic, mentre que l'estret de Bering, la mar d'Okhotsk i la del Japó pertanyen a l'oceà Pacífic. Les illes principals que s'hi troben inclouen Nova Terra, la Terra de Francesc Josep, la Terra del Nord, les illes de Nova Sibèria, l'illa de Wrangel, les Illes Kurils i Sakhalín.
Rússia és travessada per grans rius. Els de la part europea que desemboquen a les mateixes costes russes són el Volga, el Don, el Kama, l'Okà i el Dvinà Septentrional, mentre que els que desemboquen en altres països són el Dnièper i el Dvinà Occidental. A l'Àsia s'hi troben l'Obi, l'Irtix, el Ienissei, l'Angarà, el Lena i l'Amur. Els llacs principals inclouen el Baikal, el Làdoga i l'Onega.

## Territori i fronteres
Situada al nord i a latituds mitjanes de l'hemisferi nord, la major part de la Federació de Rússia està molt més a prop del pol Nord que de l'Equador. En un país les comparacions són de poc valor, però no així a Rússia amb la seva enorme grandària i diversitat. El país, amb 17,1 milions de km², comprèn una vuitena part de la superfície habitada de la Terra i una mica menys del doble que la dels Estats Units. La seva part europea, que inclou una part substancial de l'Europa continental, és la llar de la major part de les activitats industrials i agrícoles de Rússia i va ser en ella, aproximadament entre el riu Dnieper i els monts Urals, on va prendre forma l'Imperi rus.
Rússia impressiona per les seves dimensions en qualsevol aspecte. D'oest a est, el país s'estén des de Kaliningrad (l'exclavament separat per la secessió de 1991 de Lituània de la llavors Unió Soviètica) a l'illa Ratmanov (una de les Illes Diomedes) a l'estret de Bering. Aquesta distància és aproximadament equivalent a la distància des d'Edimburg, Escòcia, a Nome, Alaska. De nord a sud, el país comprèn des de l'extrem nord de les illes àrtiques de Terra de Francesc Josep a l'extrem sud de la República del Daguestan a la mar Càspia, al voltant de 4.500 km de molt variats, i sovint inhòspits, terrenys.
La frontera de la Federació de Rússia és la més llarga del món, i és una font important de preocupació per a la seguretat estatal en el període posterior a l'etapa soviètica. Al llarg dels 20.139 quilòmetres de frontera terrestre, Rússia té fronteres amb catorze estats, vuit dels quals no existien com a tals fins a principis del decenni del 1990. A més, a l'extrem nord-est, solament vuitanta-sis quilòmetres de l'estret de Bering separen Rússia del seu quinzè veí, els Estats Units. A més, té fronteres amb les repúbliques parcialment reconegudes d'Abkhàzia i Ossètia del Sud.

## Regions naturals
Els geògrafs tradicionalment han dividit el vast territori de Rússia en cinc regions o zones naturals:
- la zona de tundra;
- la zona de taigà o bosc;
- la zona d'estepa o planes;
- la zona de desert
- la zona de muntanya.

La major part de la Federació de Rússia consta de dues planes —la plana d'Europa Oriental i la plana de Sibèria Occidental—, dues terres baixes —la Nord de Sibèria i la Kolimà, a l'extrem nord-est de Sibèria—, dos altiplans —l'altiplà Central de Sibèria i l'altiplà de Lena, al seu est—, i una sèrie d'àrees muntanyenques, principalment concentrades a l'extrem nord-est o estenent-se de manera intermitent al llarg de la frontera sud.

## Ecoregions
| Vegetació de Rússia                     |                                                                        |
| Desert polar Tundra Tundra alpina Taiga | Bosc de muntanya Bosc temperat caducifoli Estepa temperada Estepa seca |

Tundra

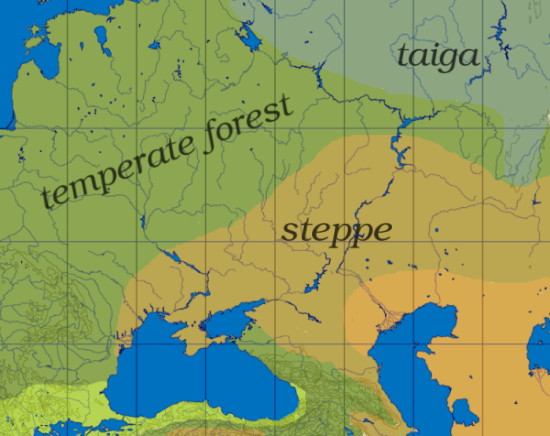
L'àrea dels Urals, mostrant la transició del bosc temperat, taigà, estepa i semidesert

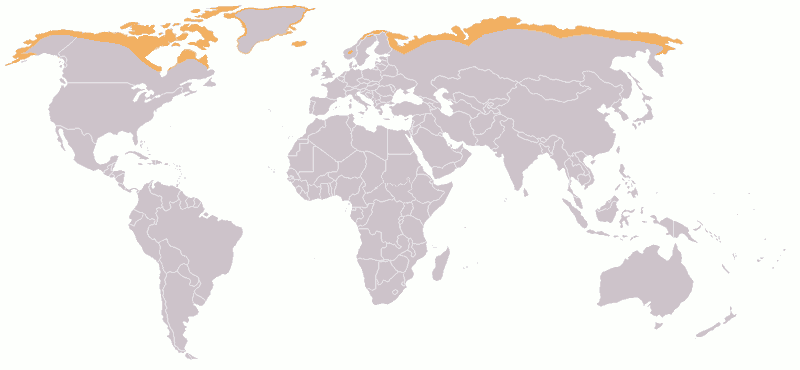
Mapa de la tundra àrtica

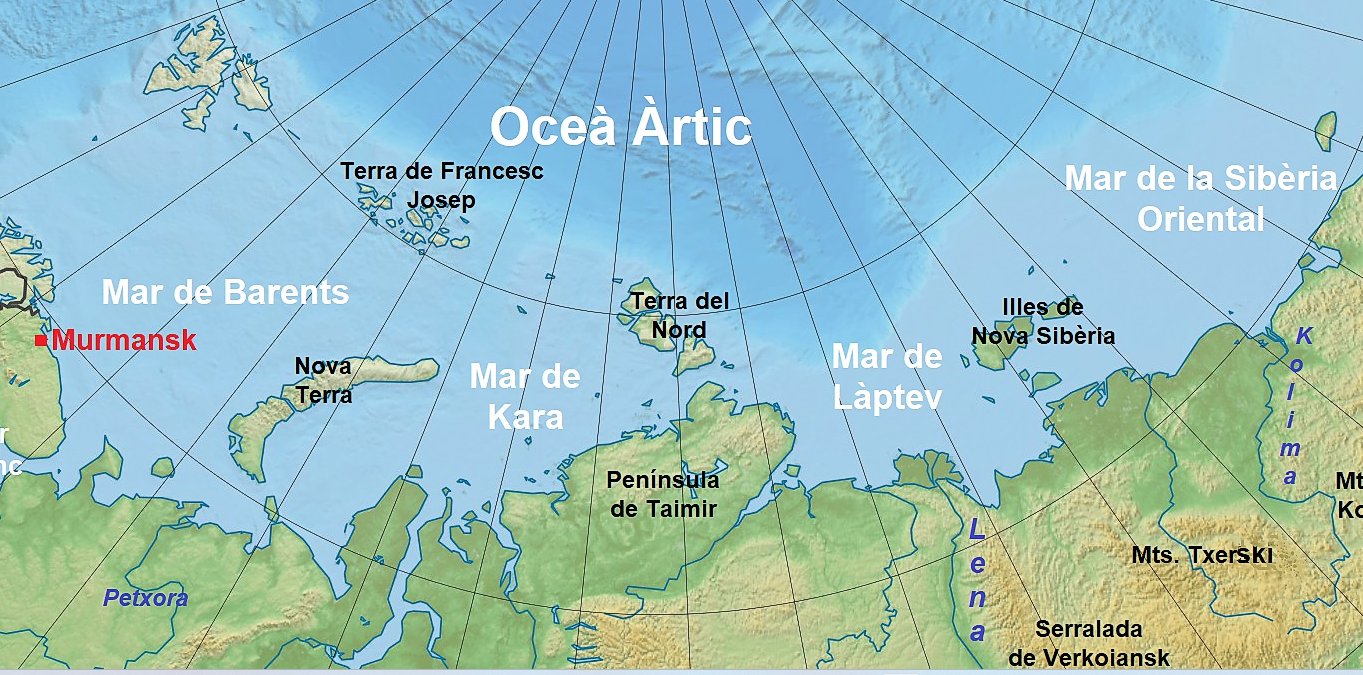
Mapa de l'Àrtida russa

L'Àrtida russa s'estén gairebé 7.000 km d'oest a est, des de Carèlia i la península de Kola a Nenètsia, el golf d'Obi, la península de Taimir, la península dels Txuktxis (Kolimà, la regió del riu Anàdir i fins al cap Dejnev). Les principals illes i arxipèlags a l'oceà Àrtic són Nova Terra, Terra del Nord i les illes de Nova Sibèria.
Al voltant de l'11% de Rússia és tundra, una plana pantanosa i mancada d'arbres. La tundra és la zona més septentrional del país: s'estén des de la frontera finlandesa, a l'oest, a l'estret de Bering a l'est, i després seguint cap al sud al llarg del Pacífic fins a la del nord península de Kamtxatka.
La zona és coneguda pels ramats de rens salvatges, per les anomenades "nits blanques" (crepuscle a mitjanit, clarejant poc després) a l'estiu, i pels dies de total foscor a l'hivern. El llarg i dur hivern i la falta de sol permeten créixer només molses, líquens, salzes nans (Salix herbacea) i arbustos baixos en l'estèril permafrost. Encara que diversos rius cabalosos de Sibèria recorren aquesta zona, ja que flueixen cap al nord fins a l'oceà Àrtic, el desglaç parcial i intermitent dificulten el drenatge dels nombrosos llacs, estanys i pantans de la tundra. La meteorització deguda a les gelades és el procés físic més important aquí, que a poc a poc configura un paisatge que va ser severament modificat per la glaciació de l'última edat de gel.
Menys de l'1% de la població de Rússia viu en aquesta zona. La pesca i els ports industrials del nord-oest de la península de Kola i els grans camps de petroli i gas natural del nord-oest de Sibèria són els majors ocupadors de la tundra. Amb una població de 180.000 habitants, la ciutat industrial fronterera de Norilsk és la segona ciutat en població, després de Múrmansk, dels assentaments russos per sobre del cercle polar àrtic.
Taigà

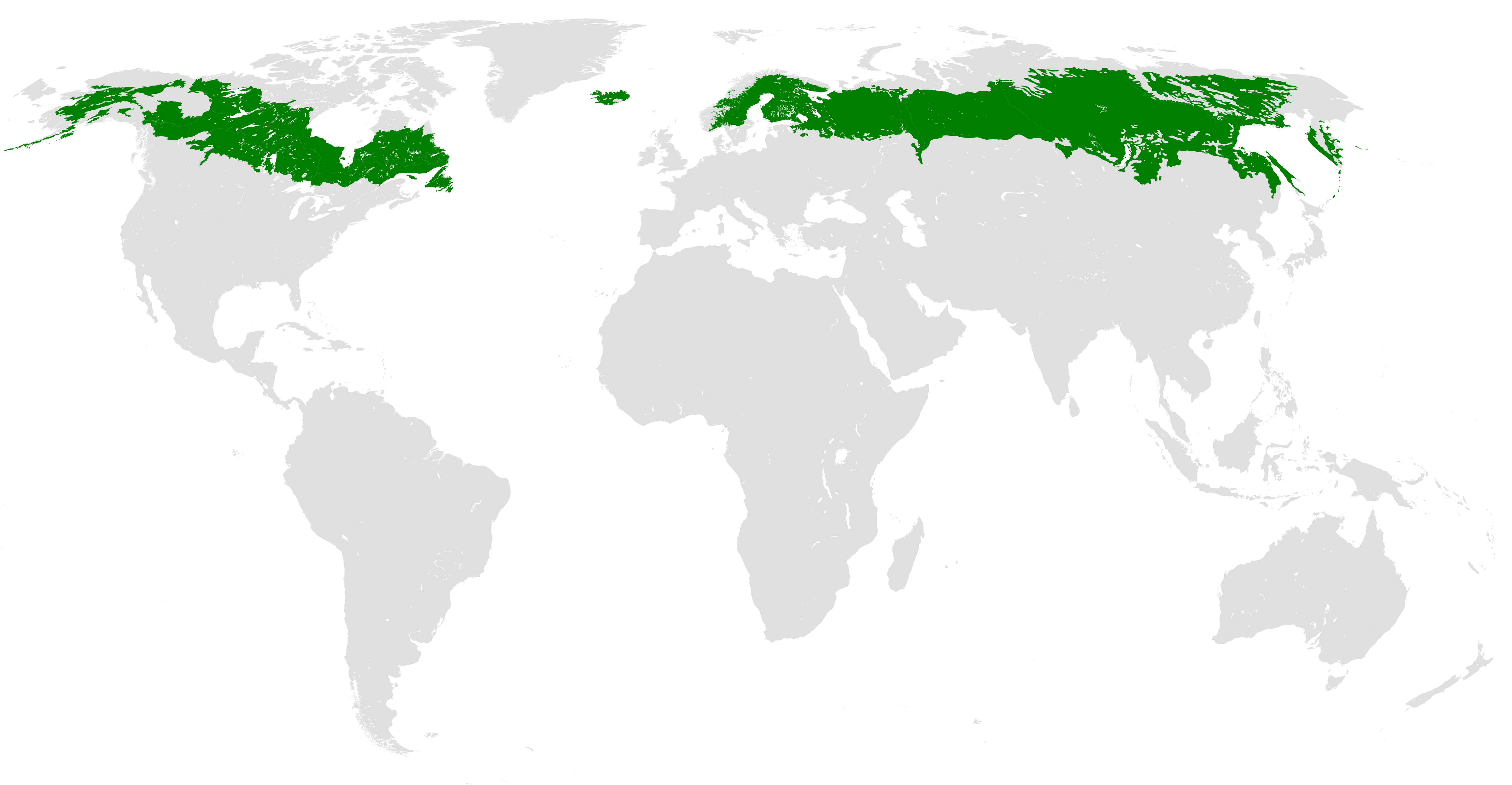
La taigà es troba a les latituds altes del nord, entre la tundra i l'estepa

La taigà, que és la major regió forestal del món, conté majoritàriament coníferes, Picea, avets, pins i làrixs. És la major zona natural de Rússia, una àrea de la grandària dels Estats Units. A la part nord-est d'aquest cinturó, els llargs i crus hiverns donen amb freqüència les temperatures més fredes del món de les zones habitades. La zona de la taigà s'estén en una àmplia banda en les latituds mitjanes, des de la frontera amb Finlàndia, a l'oest, a la serralada Verkhoyansk, al nord-est de Sibèria, i que arriba al sud fins a les costes meridionals del llac Baikal. Algunes seccions aïllades de la taigà també són presents al llarg de les serralades, com a la part sud dels Urals i a la vall del riu Amur que limita amb la Xina a l'Orient Llunyà. Al voltant del 33% de la població russa viu en aquesta zona, que, juntament amb una banda de bosc mixt cap al sud, inclou la majoria de la part europea de Rússia i de les terres ancestrals dels primers colons eslaus.
Bosc mixt caducifoli
El cinturó de bosc caducifoli i mixt és triangular, més ampli al llarg de la frontera occidental i estret cap a les muntanyes Urals. Els principals arbres són el roure i la Picea, però molts altres creixen entre la vegetació, com el faig, freixe, bedoll, carp, arç i pi. La separació de la taigà boscosa de l'estepa és un estret cinturó de bedoll i bosc d'àlbers situat a l'est dels Urals fins al massís d'Altai. Gran part de la zona boscosa s'ha clarejat per l'agricultura, especialment a la part europea de Rússia. La vida silvestre és més escassa a conseqüència d'això, però hi són molt comuns el cabirol, el llop, la guineu i l'esquirol.
Estepa
L'estepa ha estat durant molt de temps presa com a mostra del típic paisatge rus. Es tracta d'una banda ampla, mancada d'arbres, de planes herbàcies, interrompuda per cadenes muntanyenques, que s'estén des d'Hongria, travessant Ucraïna, sud de Rússia, i Kazakhstan abans d'acabar a Manxúria. La major part de la zona d'estepa de la Unió Soviètica es trobava a les repúbliques d'Ucraïna i Kazakhstan; la molt menor estepa russa es troba principalment entre aquests estats, estenent-se cap al sud entre la mar Negra i la mar Càspia abans d'unir-se al cada vegada més sec territori de la República de Calmúquia. En un país d'extrems, la zona ofereix les condicions més favorables per als assentaments humans i l'agricultura, a causa de les temperatures moderades i un nivell adequat de llum solar i d'humitat. Fins i tot aquí, no obstant això, els rendiments agrícoles de vegades estan afectats per la imprevisibilitat de les precipitacions i, a vegades, catastròfiques sequeres.

## Hidrografia
Rússia té milers de rius i cursos interiors d'aigua, que la doten d'un dels majors recursos hídrics del món. No obstant això, la major part dels rius i rierols de Rússia pertanyen a la conca hidrogràfica de l'oceà Àrtic, que es troba principalment a Sibèria, però també inclou una part europea de Rússia. En total, el 84% de la superfície d'aigua de Rússia està situada a l'est dels Urals, en rius que flueixen a través d'un territori escassament poblat i desguassen als oceans Àrtic i Pacífic. En contrast, les zones amb major concentració de població i, per tant, amb major demanda de proveïment d'aigua, tendeixen a tenir els climes més càlids i les taxes més altes d'evaporació. Com a resultat d'això, les zones densament poblades, com les conques del riu Don i el Kuban, al nord del Caucas, amb prou feines tenen adequats (i en alguns casos insuficients) recursos hídrics.
Quaranta dels rius russos de més de 1.000 km són a l'est dels Urals, inclosos els tres principals rius que drenen Sibèria i flueixen en direcció nord fins a l'oceà Àrtic: el sistema Irtix-Obi (un total de 5.380 km), el riu Ienisei (4.000 km) i el Lena (3.630 km). Les conques d'aquests sistemes fluvials cobreixen al voltant de vuit milions de quilòmetres quadrats, i descarreguen prop de 50.000 m³/s d'aigua a l'oceà Àrtic. Atès que aquests rius flueixen cap al nord significa que les zones d'origen es descongelen abans que les zones aigües avall, creant enormes pantans, com els pantans de Vasiugan al centre de la plana de Sibèria Occidental (53.000 km²). El mateix pot dir-se d'altres sistemes fluvials, inclòs el riu Petxora i el Dvinà Septentrional a Europa i el Kolimà i l'Indiguirka a Sibèria. Aproximadament el 10% del territori rus està classificat com a pantanós.
Molts altres rius drenen Sibèria des de les serralades orientals a l'oceà Pacífic. El riu Amur i el seu principal afluent, l'Ussuri, forma un llarg tram de la frontera entre Rússia i Xina. El sistema Amur drena la major part del sud-est de Sibèria. Tres conques drenen la Rússia europea: el riu Dniéper, que flueix principalment per Belarús i Ucraïna, i que té la capçalera als pujols a l'oest de Moscou; el riu Don, amb 1.860 km, és originari de l'Altiplà Central Rus, al sud de Moscou, i després desemboca al mar d'Azov i la mar Negra a Rostov del Don; i el tercer, el riu Volga, de molt, el més gran dels sistemes europeus, que neix als pujols de Valdai, a l'oest de Moscou, i serpenteja cap al sud-est durant 3.510 km abans de desguassar a la mar Càspia. En total, el sistema Volga drena una conca del voltant d'1,4 milions de quilòmetres quadrats. Units per diversos canals, els llargs rius europeus de Rússia han estat un sistema vital de transport, i el sistema Volga encara porta les dues terceres parts del tràfic fluvial rus.
Els principals rius de la Rússia europea són els següents:
- cursos totalment russos: Volga, Don, Kama, Okà i el Dvinà Septentrional,
- cursos parcialment russos: Dniéper i el Dvinà Occidental.

Els principals rius de la Rússia asiàtica són els següents:
- Obi, Irtix, Ienissei, Angarà, Lena, Amur, Yana, Indiguirka i el Kolimà.

### Llacs i embassaments
Les masses interiors d'aigua de Rússia són, essencialment, un ampli llegat de la glaciació. A la Rússia europea, els majors llacs són el llac Làdoga (17.700 km²) i l'Onega (8.984 km²), al nord-est de Sant Petersburg, el llac Peipus (3.555 km²) a la frontera d'Estònia, i l'embassament Rybinsk al nord de Moscou. Embassaments més petits, fets per l'ésser humà, de 160 a 320 quilòmetres de llarg, es troben als rius Don, Kama, i conca del Volga. També s'han construït grans embassaments als rius siberians, com l'embassament Bratsk, al nord-oest del llac Baikal, que és un dels més gran del món.
El més important de les masses d'aigua dolça de Rússia és el llac Baikal, amb una superfície d'aigua de 31.494 km², que és el més profund i de més capacitat d'aigua dolça del món. El llac Baikal per si sol conté el 85% dels recursos d'aigua dolça dels llacs russos i el 20% del total mundial. S'estén en 632 quilòmetres de longitud i en 59 km al punt més ample. La seva profunditat màxima és de 1.713 m. Molts altres llacs, més petits, esquitxen les planes del nord de les regions europees i siberianes, i els majors són el Vigozero (1.250 km²), el Beloie (1.125 km²), el Topozero (986 km²) i l'Ilmen (982 km²), al nord-oest europeu; i el Txani (2.000 km²) al sud-oest de Sibèria.

### Mars
Aproximadament, 2/3 de les seves fronteres estan delimitades per l'aigua. Pràcticament, tota la llarga costa nord està molt per sobre del cercle polar àrtic i, a excepció del port de Múrmansk -que rep corrents que són una mica més càlids del que caldria esperar de la seva latitud, a causa dels efectes del corrent del Golf- aquesta costa està bloquejada pel gel gran part de l'any. Tretze mars -al sud, Azov, Caspi i Negre; al nord, Blanc, Barents, Petxora, Kara, Laptev, Sibèria Oriental i dels Txuktxis; i a l'est, Bering, Okhotsk i Japó- i parts directes de tres oceans -Àrtic, Atlàntic i Pacífic- banyen les costes russes.

## Clima

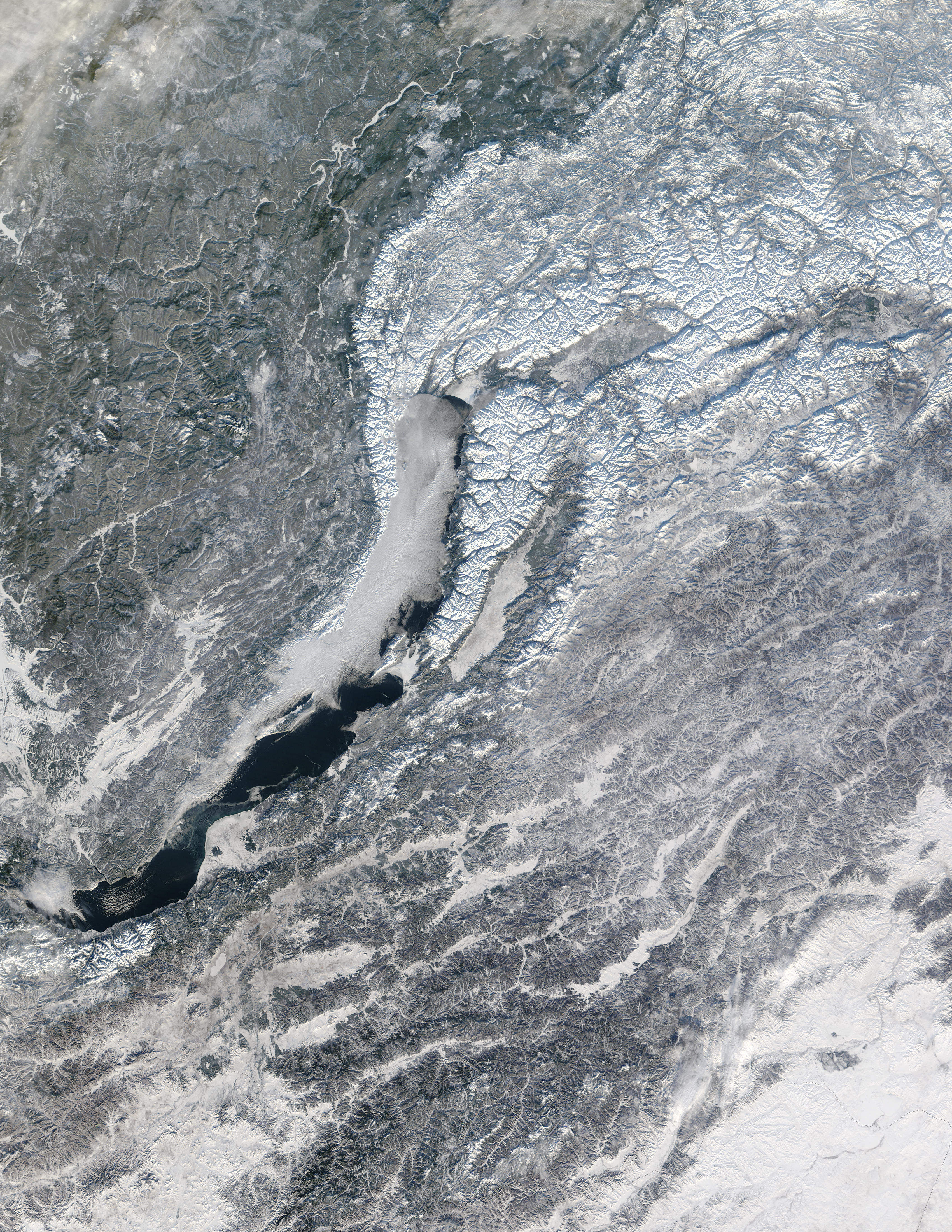
Llac Baikal. El gel s'està començant a formar a l'extrem nord del llac i a una badia del centre

Rússia té un clima completament continental, a causa de la seva grandària compacta i de la seva configuració. La major part del seu territori està a més de 400 km del mar, i el seu centre a 3.840 km de la costa. A més, les cadenes muntanyenques del sud i de l'est bloquegen les moderades temperatures de l'oceà Índic i de l'oceà Pacífic, encara que la Rússia europea i el nord de Sibèria manquen d'aquesta protecció geogràfica davant l'Àrtic i l'Atlàntic nord.
A causa que només petites parts de Rússia estan al sud dels 50°N i més de la meitat del país està al nord de 60°N, extenses regions estan cobertes sota la neu sis mesos a l'any, amb un sòl estacionalment congelat i un subsòl de permafrost permanentment congelat fins a unes profunditats de diversos centenars de metres. La temperatura mitjana anual de gairebé tota la Rússia europea està per sota del punt de congelació, i la mitjana de la major part de Sibèria és 0 °C o menor. La major part de Rússia té només dues temporades, un estiu i un hivern, amb una temporada molt curta entre ells. Les rutes de transport, inclosa la totalitat de les línies de ferrocarril, són redirigides a l'hivern per travessar les aigües congelades sobre els rius i els llacs. Hi ha, no obstant això, algunes zones que constitueixen importants excepcions a aquesta descripció: el moderat clima marítim de l'óblast de Kaliningrad, en el mar Bàltic, és similar al del Pacífic Nord-oest; l'Extrem Orient de Rússia, sota la influència de l'oceà Pacífic, té un clima monsònic que inverteix la direcció del vent a l'estiu i a l'hivern, diferenciant bruscament les temperatures; i una estreta banda territorial a la zona de la mar Negra té un clima subtropical, la qual cosa la converteix en la destinació més popular d'estiueig.
Rússia és el país més fred del món, amb una temperatura mitjana anual de —5,5 °C. A l'hivern, un intens sistema d'altes pressions és la causa que els vents bufin del sud i sud-oest a tot el territori rus, excepte a la regió del Pacífic; a l'estiu, un sistema de baixes pressions porta vents del nord i nord-oest a la majoria del país. Aquesta combinació meteorològica redueix durant l'hivern la diferència de temperatura entre el nord i el sud. Així, les temperatures mitjanes de gener són de —8 °C a Sant Petersburg, de —27 °C en la plana de Sibèria Occidental, i de —43 °C a Iakutsk (a l'est de Sibèria central, aproximadament a la mateixa latitud que Sant Petersburg), mentre que la mitjana d'hivern a la frontera mongola, la latitud de la qual és d'uns 10 ° més al sud, és amb prou feines més càlida. No obstant això, les temperatures d'estiu si estan més afectades per la latitud, sent la mitjana de les illes de l'Àrtic de 4 °C, i la mitjana de les regions del sud de 20 °C. El ventall de temperatures extremes està establert entre el rècord nacional de baixes temperatures de —70 °C, registrada a Verkhoiansk, al nord-centre de Sibèria, i el rècord de 38 °C, registrats a diverses estacions del sud.

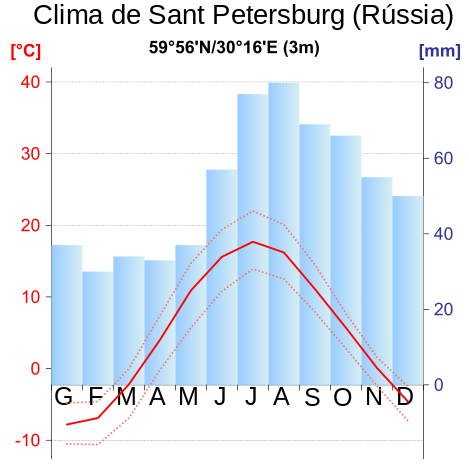
Climograma de Sant Petersburg.

El llarg i fred hivern té un profund impacte en gairebé tots els aspectes de la vida a Rússia: afecta a on i com viuen i treballen les persones i al tipus de cultius i on es conreen (cap part del país té una estació anual de creixement). La durada i la severitat de l'hivern, juntament amb les fortes fluctuacions de les temperatures mitjanes d'estiu i hivern, imposa requisits especials a moltes branques de l'economia: a les regions de permafrost, els edificis han de ser construïts sobre pilots; la maquinària ha d'estar feta d'acers especials; i els sistemes de transport han de ser dissenyats per dur a terme fiablement la seva comesa en temperatures extremadament fredes i també altes. A més, durant els llargs períodes de foscor i fred, s'incrementa la demanda d'energia i l'atenció sanitària.
Atès que Rússia té poca exposició a les influències oceàniques, la major part del país rep de baixes a moderades quantitats de precipitacions, donant-se les majors al nord-oest i disminuint la seva quantia de nord-oest a sud-est a la Rússia europea. Les zones més humides són les petites i exuberants regions subtropicales adjacents a la regió del Caucas i la costa del Pacífic. Al llarg de la costa del mar Bàltic, la mitjana de precipitació anual és de 600 mm, i a Moscou és de 525 mm. Una mitjana de només 20 mm cau al llarg de la frontera rus-kazaka, i tan sols 15 mm poden caure a Sibèria al llarg de la costa de l'oceà Àrtic. La mitjana anual de dies de neu, un factor crític per l'agricultura, depèn tant de la latitud i l'altitud, variant de 40 a 200 dies a la Rússia europea i de 120 a 250 dies a Sibèria.